# غارفيلد (فلم)
غارفيلد (بالإنجليزية: Garfield) هو فيلم رسوم متحركة كوميدي أمريكي قادم مبني على شخصية غارفيلد. الفيلم من إخراج مارك ديندال وبطولة كريس برات، صامويل جاكسون، فينج راميز، نيكولاس هولت، هانا وادينغهام وسيسلي سترونغ، من المقرر صدور الفيلم في 16 فبراير 2024.

## روابط خارجية
- مقالات تستعمل روابط فنية بلا صلة مع ويكي بيانات